# Road Train (film)
A Road Train, nemzetközi címén Road Kill egy 2010-ben bemutatott ausztrál misztikus horrorfilm. Címét az Ausztrália távoli vidékei számára árut szállító, több pótkocsis, hatalmas kamionok (road train) után kapta. Mivel a kifejezést angol nyelvű országokban sem mindenki ismeri, nemzetközi forgalmazásra a Road Kill címet adták a filmnek. A film Ausztráliában több díjat és jelölést kapott, de jellegzetesen ausztrál hangulata (hatalmas távolságok, lakatlan vidékek, ellenséges környezet, a teljes elszeparáltság okozta szorongás) és lassú cselekményvezetése miatt más országokban nem aratott különösebb sikert. A filmet a Dél-Ausztráliai Flinders Ranges hegységben forgatták, akárcsak a hasonló karaktereket bemutató és némileg hasonló cselekményű Wolf Creek – A haláltúra című filmet.

## Cselekmény
|  | Alább a cselekmény részletei következnek! |

Négy nagyvárosi fiatal életében először terepjárós utazásra indul az ausztrál sivatagba, az Outbackbe. Craig a vezér, Nina halálosan szerelmes belé. Marcus és Liz kapcsolata viszont a végét járja, Liz is Craig felé kezd húzni. Egy világvégi pusztaságban töltött sátoros éjszaka után továbbindulnának, úticéljuk a semmi közepe.
Pár perc autózás után egy hatalmas road train, két  pótkocsiból álló országúti kamion tűnik fel mögöttük. Mivel még sosem láttak ilyet, érdeklődve nézegetik az egyre közeledő monstrumot. Motorházának fedelén a szokásos márkajelzés helyett egy furcsa, háromfejű kutyát ábrázoló dísz van. Hamar beéri őket, majd előzés helyett enyhén nekikfut, csak ezután előz. Noha nem történt bajuk annyira felháborodnak, hogy a kamion után erednek, megelőzik, majd bemutatnak a sofőrnek.
A kamion ezután durvább manőverbe fog. Többször nekikront, amitől felborulnak. Craig nyílt kéztörést szenved, a kocsi totálkáros lesz, vizük odavész. Az első sokk után észreveszik a kamiont nem túl messze, az út mentén állni. Odamennek, a sofőrt számon akarják kérni, de senkit sem találnak ott. A kamion CB rádiója  nem működik, nem tudnak segítséget hívni.
Rövid idő múlva egy láthatóan tébolyodott, rájuk lövöldöző személy tűnik fel, a kamion sofőrje. Gyorsan beszállnak és elhajtanak. Marcus vezet, amikor az autórádió magától bekapcsol és egy egészen különös, zsibbasztó és félelmetes dalt kezd játszani, kikapcsolni nem lehet. Pillanatokon belül mindnyájan egyfajta lázálomszerű állapotba kerülnek, egy félelmetes, háromfejű kutya képe jelenik meg előttük. A kamion letér a főútról, egy földúton pár kilométert vezető nélkül tesz meg. Mikor felébrednek, egy elhagyott bánya mellett állnak.
Helyzetük reménytelen, Craig súlyosan sebesült, a motor nem indul. Víz nélkül csak egy-két napot bírnak ki, megmentőre nem számíthatnak. A legközelebi település mindössze három órányi autóútra van, de számukra elérhetetlenül messze. Hárman különválna próbálnak meg segítséghez jutni. Nina tüzet gyújt, hogy füsttel jelezzen, Liz egy épületet talál. Azt hiszi, segítséget remélhet, de a ház évek óta lakatlan. A sebesült Craig a kamionban ül, amikor misztikus sugallatra megtalálja a hátsó konténer kulcsát. Hátramegy, kinyitja és bemegy, ott azonban maga a gonosz lakozik. Hogy bent mit talált, azt nem tudni, de feltűnően jobb egészségi állapotban jön ki, mint ahogy bement. A lelke viszont a kamionban megtestesült gonoszé lett.
Marcus ezalatt összeakad az őrült kamionsofőrrel, aki le akarja lőni. Dulakodás során végül ő lövi le a sofőrt, de annak tébolya átmenetileg átszáll rá. Hisztérikus éllapotban, a lelőtt sofőr ruhájában megy vissza a kamionhoz, rálő a kamionra, ezt látva a lányok lekötözik. Mikor tudata feltisztul és elmondja Craignek amit a sofőrtől tudott meg a gonosz által megszállt kamionról, a megszállott Craig brutális kegyetlenséggel megöli, balesetnek álcázva. A lányok kis híján sokkot kapnak a látványtól. Később a holttest  rejtélyes módon eltűnik, majd Craig Lizt ráveszi, menjen be vele a hátsó konténerbe, így Liz is a gonosz szolgája lesz. Craig következő áldozata Nina lenne, aki az utolsó pillanatban feleszmél, rájuk zárja a konténer ajtaját. A motor az üres tank ellenére meglepő módon indul, az egyedül maradt Nina a kamionnal próbál menekülni.
Visszatér a főútra, hogy elérje a legközelebbi települést. Mikor feltűnik a kamion előtt egy lakókocsit vontató autó, váratlanul ismét megszólal a furcsa zene, majd a vezetőfülke hátsó falán át visszatér a hátulra bezárt, a gonosz szolgájává lett Craig és Liz. Kirángatják a kormányt a kezéből, majd szándékosan keresztülgázolnak a lakókocsin. A dulakodás közben Liz kiesik a kamionból és elájul.
Craig ölében hozza vissza a kamionhoz, majd kinyitja az első konténert és beviszi. Szerelmükre hivatkozva kéri Ninát, jöjjön be ő is vele. Bent kiderül a szörnyű igazság, a kamion emberi vérrel működik, az első konténerben van az automatikus feldolgozóüzem. Marcus már feldolgozásra került, most éppen Lizt szippantja be a gépezet. Ninának sikerül elmenekülnie, de Craig a nyomában van. Mikor beéri, ismét szerelmükre és a kamionnak köszönhetően előttük álló határtalan lehetőségekre hivatkozik, de Nina látja, hogy szerelme már nem igazán emberi lény, ezért lelövi.
Mikor megy vissza megdöbbenve látja, hogy az összetört kocsi utasai – akárcsak ők az előző napon – már a kamion mellett vannak, keresik a karambolozó sofőrt. Szakadtan, véresen rohan feléjük, de mikor meglátják rémülten beszállnak és elhajtanak. Minden pontosan úgy történt, mint alig fél nappal ezelőtt. A gonoszt nem sikerült legyőzni, új szereplőkkel ugyan, de minden kezdődik elölről. A kamionnak sofőrre és vérre van szüksége. Nina magára maradva várja a segítséget a sivatagi út mentén.
|  | Itt a vége a cselekmény részletezésének! |

## Fogadtatás
Ausztráliában a film több díjat és jelölést ért el. Kritikákban kiemelték a nagyon szép operatőri munkát, a jól kiválasztott forgatási helyszínt, a filmzenét.
A világ többi országában lényegesen kisebb sikert aratott. Az amerikai és európai nézők számára az ausztrál sivatag lakatlan világa kevéssé ismert, az ott játszódó, magányon és elszigeteltségen alapuló, kevés szereplős filmek (pl. Wolf Creek – A haláltúra, Walkabout) tempóját túl lassúnak találják, az ausztrál színészeket nem ismerik. Az amerikai nézők számára külön nehézséget jelent az ausztrál nyelvezet megértése.
A negatív kritikák kiemelték, hogy a cselekményből nem derül ki,  pontosan mi van a konténerekben, milyen gonosz hatalom, miért és hogyan működteti a kamiont, ezek megfejtését a néző fantáziájára bízza.

## Érdekességek
- A road train egy általános szállítási mód Ausztráliában. A különlegesen erős kamionok akár négy nehéz pótkocsit is húzhatnak, földutakon, vízmosásokon keresztül juttatják el a nélkülözhetetlen árukat, üzemanyagot, akár az ivóvizet is a minimális lakosságú távoli helyekre.
- A kamion pokolbéli eredetére utal a háromfejű kutya,  Kerberosz, a pokol kapujának őrzője.
- A filmet 2009 téli hónapjaiban forgatták Dél-Ausztrália államban, jórészt a Flinders Ranges hegység területén. A forgatás helyszínén nyáron előfordul közel 50 fok meleg is.
- Xavier Samuel az egy évvel később készült, nálunk is bemutatott Harmadnaposok című film főszereplője.

## Szereplők
- Bob Morley – Craig, az idősebb fiú
- Sophie Lowe – Nina, Craig barna barátnője
- Xavier Samuel – Marcus, a fiatalabb fiú
- Georgina Haig – Liz, Marcus szőke barátnője
- David Argue – a kamion tébolyodott vezetője

## Díjak, jelölések
- Australian Cinematographers Society: NSW & ACT Highly Commended Features díj – Carl Robertson, 2010
- Melbourne Underground Film Festival 2010:

Dean Francis, Michael Baskin, Janine Pearce, Michael Robertson 
- Screen Music Awards, Australia 2010, legjobb filmzenei album – Rafael May
- Screen Music Award 2010, legjobb dal jelölés – Rafael May,

Sophie Lowe

## Filmzenei album
Road Train, Music from the Motion Picture by Rafael May
- A Runner (Road Train, Road Kill) Rafael May & Sophie Lowe
- Kiss You Till You Die (feat. Dean Francis)
- Whipping Horse (feat. Dominic McDonald)
- Mountain Piano
- Butch Nina
- Back of the Truck
- Craig's Opera (feat. Zoe Brown, Adele Kozak & Claire Ledwidge)

- Crash Aftermath
- The Chase
- The Shack
- Liz Is A Drag (feat. Zoe Brown, Adele Kozak & Claire Ledwidge)
- Kick The Truck
- Marcus & Liz Split
- Evil Forrest
- Truckin Junk Yard
- The Party (feat. Squirrel Bob)

## Mozielőzetes
- https://www.youtube.com/watch?v=NCAvOR28z_Q